# Robert Tait McKenzie
Robert Tait McKenzie född 1867 i Ramsay Township i Lanark County i Ontario i Kanada, död 28 april 1938 i Philadelphia  i Pennsylvania, var en Kanadafödd amerikansk skulptör, scoutledare, idrottsstipendiat, kirurg, soldat, och idrottslärare. 
McKenzie blev medicine doktor 1892 och var chef för adelningen för fysisk fostran och terapi vid universitetet i Philadelphia 1904-1930. Från 1902 var han även verksam som skulptör.
Han bodde i Philadelphia och arbetade med Lord Robert Baden-Powell, scoutrörelsens grundare. Han avlade medicinexamen vid McGill University och var även universitetets främste gymnast. Han blev senare medicinsk direktör över idrottsundervisningen på University of Pennsylvania. Han var även vän med James Naismith. från high school.

## Verk i urval
En av hans mest kända skulpturer är "Ideal Scout", eller "The Boy Scout". Detta är en skulptur som har återskapats och placerats framför många amerikanska pojkscoutkontor, och även utanför Boy Scouts of America högkvarter och i Gilwell Park, England.
Därutöver märks hans många statyer av idrottare, som Löparen (1902), Högskoleatleten (1903) och Idrottsglädje (1912, Stockholms Stadion).

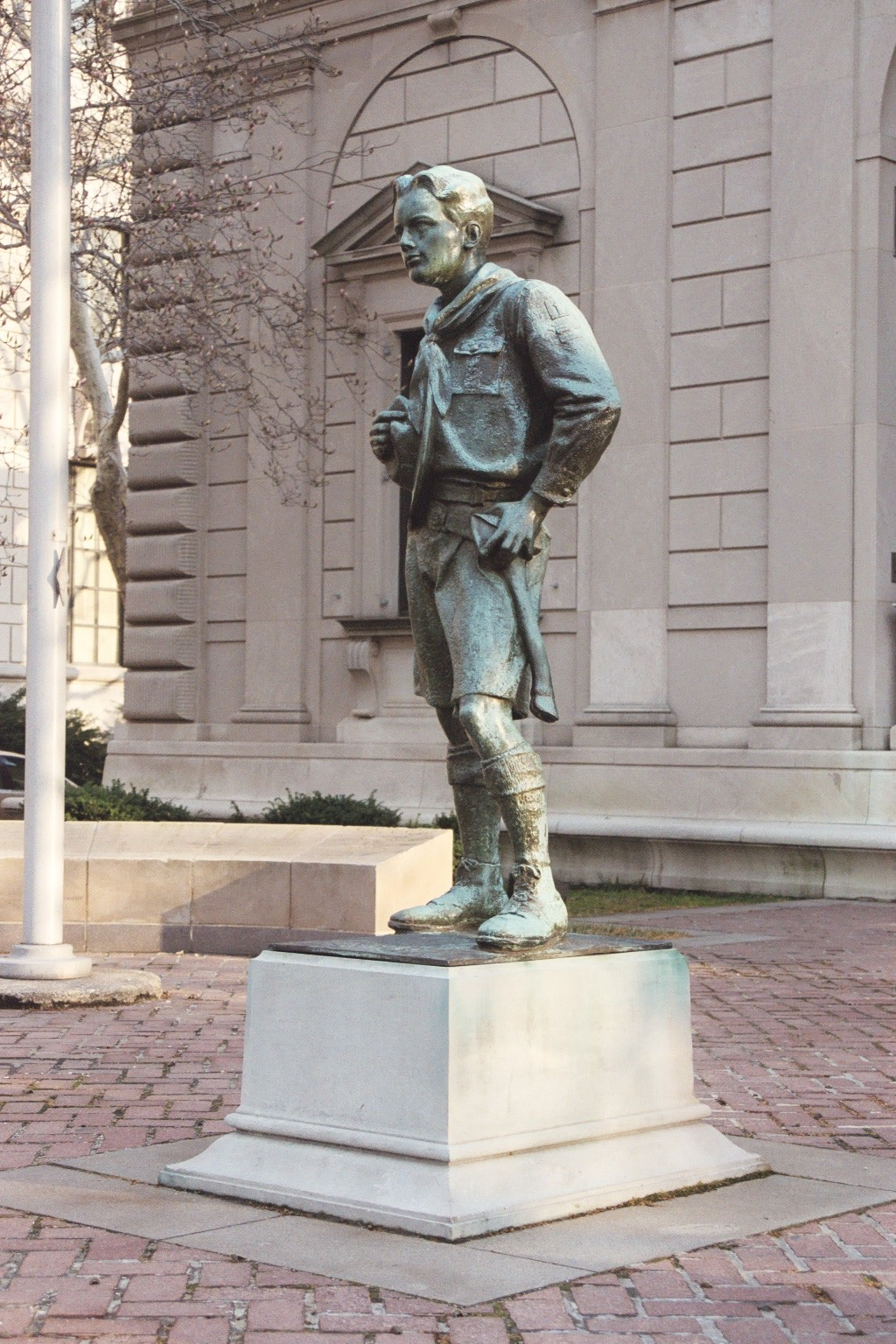
The Ideal Scout
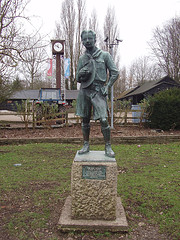
The Ideal Scout i Gilwell Park, England
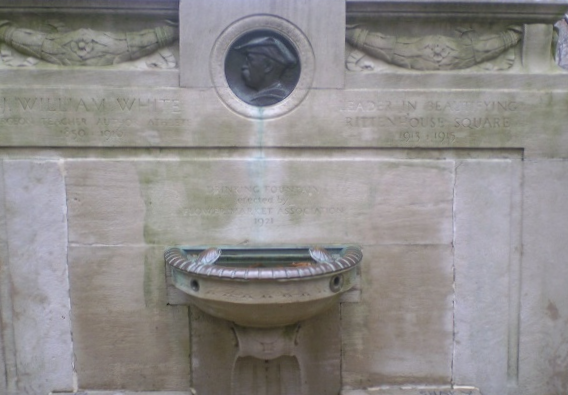
Philadelphia Resident Dr. J. William White
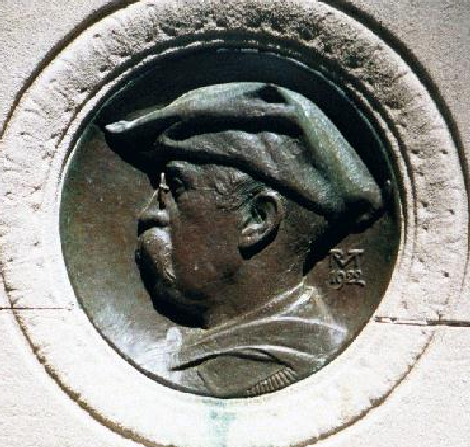
Philadelphia Resident Dr. J. William White